# Сабатия, Си Си
Карстен Чарльз Сабатия младший (англ. Carsten Charles Sabathia Jr.; род. 21 июля 1980, Вальехо, Калифорния) — американский бейсболист, питчер, сыгравший 19 сезонов в Главной лиге бейсбола. Он также играл за «Кливленд Индианс» и «Милуоки Брюэрс». Сабатия отбивал и бросал левой рукой.
Сабатия дебютировал в МЛБ за «Индианс» в 2001 году и занял второе место в голосовании премии «Новичка года АЛ», уступив Итиро Судзуки. Сабатия отыграл первые семь с половиной сезонов своей карьеры за «Кливленд», с которыми в 2007 году выиграл приз Сая Янга. Он помог «индейцам» выиграть титул Центрального дивизиона АЛ 2007 года. После обмена Сабатия провел вторую половину сезона 2008 с «Милуоки Брюэрс» и помог им выйти в плей-офф впервые за 26 лет.
В межсезонье 2008 года Сабатия подписал контракт с «Нью-Йорк Янкис» на семь лет за 161 миллион долларов. На то время это был самый крупный контракт, когда-либо подписанный питчером. Вместе с «Янкис» Сабатия был лидером во всей Главной лиге бейсбола по победам в 2009 и 2010 годах и выиграл Мировую серию в 2009 году. Он также был признан самым ценным игроком чемпионской серии Американской лиги 2009 года. После проблем в середине карьеры, связанных с потерей скорости фастбола, хроническими травмами колена и алкоголизмом, Сабатия снова добился успеха в конце 2010-х, заново нашёл себя в качестве контрольного питчера. В феврале 2019 он объявил, что 2019 год станет его последним сезоном в качестве профессионального бейсболиста.
За свою карьеру Сабатия шесть раз становился участником Матча всех звезд и трижды подряд выигрывал награду Уоррена Спана (2007–2009). В августе 2017 года Сабатия стал бессменным лидером Американской лиги по аутам среди питчеров-левшей. 30 апреля 2019 года он стал семнадцатым питчером в истории MLB, набравшим 3000 аутов, и третьим левшой, сделавшим это (присоединившись к Рэнди Джонсону и Стиву Карлтону). Когда он завершил карьеру после окончания сезона 2019, он возглавил списки всех активных игроков Главной лиги по количеству побед в карьере, количеству подач за карьеру и количеству аутов за карьеру. С 251 победой в карьере Сабатия делит с Бобом Гибсоном второе место по количеству побед среди темнокожих питчеров в истории МЛБ (после Фергюсона Дженкинса). Он также является первым (и пока единственным) питчером, дебютировавшим в 21 веке и одержавшим не менее 250 побед за карьеру. Входит в неформальную группу Чёрных тузов.